# Simone Manuel
Simone Ashley Manuel (Sugar Land, 2 de agosto de 1996) es una deportista estadounidense que compite en natación, especialista en el estilo libre.
Participó en tres Juegos Olímpicos de Verano, obteniendo en total seis medallas, cuatro en Río de Janeiro 2016, oro en 100 m libre y 4 × 100 m estilos y plata en 50 m libre y 4 × 100 m libre, una de bronce en Tokio 2020, en 4 × 100 m libre, y una de plata en París 2024 (4 × 100 m libre).
Ganó dieciséis medallas en el Campeonato Mundial de Natación entre los años 2015 y 2025, y ocho medallas en el Campeonato Pan-Pacífico de Natación, en los años 2014 y 2018.
Estudió el grado de Comunicación en la Universidad Stanford.

## Palmarés internacional
| Juegos Olímpicos        | Juegos Olímpicos        | Juegos Olímpicos  | Juegos Olímpicos        |
| Año                     | Lugar                   | Medalla           | Prueba                  |
| ----------------------- | ----------------------- | ----------------- | ----------------------- |
| 2016                    | Río de Janeiro (Brasil) | Medalla de oro    | 100 m libre             |
| 2016                    | Río de Janeiro (Brasil) | Medalla de oro    | 4 × 100 m estilos       |
| 2016                    | Río de Janeiro (Brasil) | Medalla de plata  | 50 m libre              |
| 2016                    | Río de Janeiro (Brasil) | Medalla de plata  | 4 × 100 m libre         |
| 2020                    | Tokio (Japón)           | Medalla de bronce | 4 × 100 m libre         |
| 2024                    | París (Francia)         | Medalla de plata  | 4 × 100 m libre         |
| Campeonato Mundial      |                         |                   |                         |
| Año                     | Lugar                   | Medalla           | Prueba                  |
| 2015                    | Kazán (Rusia)           | Medalla de oro    | 4 × 100 m libre mixto   |
| 2015                    | Kazán (Rusia)           | Medalla de bronce | 4 × 100 m libre         |
| 2017                    | Budapest (Hungría)      | Medalla de oro    | 100 m libre             |
| 2017                    | Budapest (Hungría)      | Medalla de oro    | 4 × 100 m libre         |
| 2017                    | Budapest (Hungría)      | Medalla de oro    | 4 × 100 m estilos       |
| 2017                    | Budapest (Hungría)      | Medalla de oro    | 4 × 100 m libre mixto   |
| 2017                    | Budapest (Hungría)      | Medalla de oro    | 4 × 100 m estilos mixto |
| 2017                    | Budapest (Hungría)      | Medalla de bronce | 50 m libre              |
| 2019                    | Gwangju (Corea del Sur) | Medalla de oro    | 50 m libre              |
| 2019                    | Gwangju (Corea del Sur) | Medalla de oro    | 100 m libre             |
| 2019                    | Gwangju (Corea del Sur) | Medalla de oro    | 4 × 100 m estilos       |
| 2019                    | Gwangju (Corea del Sur) | Medalla de oro    | 4 × 100 m libre mixto   |
| 2019                    | Gwangju (Corea del Sur) | Medalla de plata  | 4 × 100 m libre         |
| 2019                    | Gwangju (Corea del Sur) | Medalla de plata  | 4 × 200 m libre         |
| 2019                    | Gwangju (Corea del Sur) | Medalla de plata  | 4 × 100 m estilos mixto |
| 2025                    | Singapur (Singapur)     | Medalla de plata  | 4 × 100 m libre         |
| Campeonato Pan-Pacífico |                         |                   |                         |
| Año                     | Lugar                   | Medalla           | Prueba                  |
| 2014                    | Gold Coast (Australia)  | Medalla de plata  | 4 × 100 m libre         |
| 2014                    | Gold Coast (Australia)  | Medalla de plata  | 4 × 100 m estilos       |
| 2014                    | Gold Coast (Australia)  | Medalla de bronce | 100 m libre             |
| 2018                    | Tokio (Japón)           | Medalla de plata  | 50 m libre              |
| 2018                    | Tokio (Japón)           | Medalla de plata  | 100 m libre             |
| 2018                    | Tokio (Japón)           | Medalla de plata  | 4 × 100 m libre         |
| 2018                    | Tokio (Japón)           | Medalla de plata  | 4 × 100 m estilos       |
| 2018                    | Tokio (Japón)           | Medalla de bronce | 4 × 100 m estilos mixto |